# Monforte (municipi de Portalegre)
Monforte és un municipi portuguès, al districte de Portalegre, a la regió d'Alentejo i a la subregió de l'Alto Alentejo. L'any 2004 tenia 3.241 habitants. Limita a l'oest i al nord amb Crato i Portalegre, a l'est amb Arronches i Elvas, al sud-oest amb Borba i Estremoz, a l'oest amb Fronteira i al nord-oest amb Alter do Chão.

## Població
| Població del concelho de Monforte (1801 – 2004) | Població del concelho de Monforte (1801 – 2004) | Població del concelho de Monforte (1801 – 2004) | Població del concelho de Monforte (1801 – 2004) | Població del concelho de Monforte (1801 – 2004) | Població del concelho de Monforte (1801 – 2004) | Població del concelho de Monforte (1801 – 2004) | Població del concelho de Monforte (1801 – 2004) | Població del concelho de Monforte (1801 – 2004) |
| ----------------------------------------------- | ----------------------------------------------- | ----------------------------------------------- | ----------------------------------------------- | ----------------------------------------------- | ----------------------------------------------- | ----------------------------------------------- | ----------------------------------------------- | ----------------------------------------------- |
| 1801                                            | 1849                                            | 1900                                            | 1930                                            | 1960                                            | 1981                                            | 1991                                            | 2001                                            | 2004                                            |
| 2562                                            | 2618                                            | 5335                                            | 6829                                            | 7245                                            | 4281                                            | 3759                                            | 3393                                            | 3241                                            |

## Freguesies
- Assumar
- Monforte
- Santo Aleixo
- Vaiamonte